# Саградян, Бабкен Николаевич
Бабке́н Никола́евич (Коля́евич) Саградя́н (арм. Բաբկեն Սահրադյան; род. 19 декабря 1962, Кировакан, Армянская ССР) — советский боксёр, призёр VIII Спартакиады народов СССР (1983), трёхкратный призёр чемпионатов СССР (1984–1986), призёр чемпионата Европы (1985) в первом среднем весе. Мастер спорта СССР международного класса (1985).

## Биография
Бабкен Саградян родился 19 декабря 1962 года в Кировакане (ныне Ванадзор). Начал заниматься боксом в возрасте 11 лет под руководством Вазгена Бадаляна. В 1983 году завоевал бронзовую медаль VIII Спартакиады народов СССР, 1984–1986 годах становился призёром чемпионата СССР. В 1985 году, выиграв специальный отборочный турнир, проходивший в Ленинабаде, был включён в состав сборной СССР на чемпионате Европе в Будапеште. Победив соперников из Дании, Шотландии и Болгарии, дошёл до финала, где проиграл известному восточногерманскому боксёру Михаэлю Тимму и занял второе место.
В 1988 году с началом Карабахского конфликта принял решение завершить свою спортивную карьеру и вступить в добровольческий отряд, который сформировал его товарищ по сборной СССР Самсон Хачатрян. В составе этого отряда участвовал в защите северного участка армяно-азербайджанской границы.
В 1993 году Бабкен Саградян переехал в российский город Иваново. С 2012 года занимается тренерской деятельностью в местной СДЮШОР № 7.